# Topoloveni
Topoloveni város Argeș megyében, Munténiában, Romániában.
A város a megye délkeleti részén helyezkedik el, közel az Argeș folyóhoz, 20 km-re Pitești megyeszékhelytől.
Első írásos említése 1421-ből való.